# 高校演劇
高校演劇（こうこうえんげき）は、日本の高校生が行う演劇活動の総称。現代演劇の1ジャンルである学生演劇のうちの1つ。主に部活動として高校演劇部が校内外で行う演劇活動と、コンクールに向けて上演する作品のことを指し高校演劇と呼ぶ。全国大会は全国高等学校演劇大会として毎年夏に開催される。

## 概説
日本の高等学校では、小学校や中学校と同じく、文化祭などの学校行事の中で演劇が取り入れられることが多い。例を挙げると、都内では国立高等学校「国高祭」、青山高等学校「外苑祭」、日比谷高等学校「星陵祭」、東京学芸大学附属高等学校「辛夷祭」などに代表される、文化祭の目玉として演劇がある学校もある。中でも特に国立高校の文化祭演劇は有名で「日本一の文化祭」とも呼ばれている。また近年は追手門学院高等学校に代表される演劇科を持つ学校や、福島県立いわき総合高等学校に代表されるような選択教科として「演劇」を扱う学校も増えており、中でも福島県立いわき総合高校と飴屋法水により制作された「ブルーシート」は2014年、第58回岸田國士戯曲賞を受賞するなど著しい成果を上げている。一方で部活動としての演劇活動は「演劇部」として校内外で演劇公演を行い、全国高等学校演劇協議会に加盟し、同協議会が主催する全国高等学校演劇大会（コンクール）において作品を上演する。全国高等学校演劇協議会に加盟している高校の数は約2000校である（2025年度現在）。近年では、全国高等学校演劇大会で最優秀賞を受賞した兵庫県立東播磨高等学校『アルプススタンドのはしの方』が映画化し、低予算映画ながらヒットしたことでも話題になった。
以下では、主に部活動としての高校演劇について述べる。

## 歴史
大正期、坪内逍遙らにより、教育における演劇の導入が提唱された。これは特に児童期（特に小学校）における学校劇の導入に一定の指針を示すものであったが、高校における演劇活動についても、その基礎が逍遙らにより同時期に形成された。
その後、第二次世界大戦期に演劇活動は全般的に規制されたが、終戦後は高校演劇も再興した。福島県・東京都・福井県では、1947年より都道府県単位での高校演劇大会が行われている。また、同年には北海道・札幌において、現在の札幌南高校の前身である札幌一中を中心とし、初の合同発表会が行われている。現在のブロック大会にあたる大会（全国大会の下部大会）についても、中部日本ブロックが1948年から、北海道ブロックが1951年より行われており、その歴史は古い。1955年からは全国大会（全国高等学校演劇大会）が開催されている。

## 高校演劇の特徴

### 総括的な特徴
演じる内容について、高校演劇と「大人の演劇」を区別する基準はない。異なる部分は、演者が高校生であるか大人であるかだけである。しかしながら、高校生活は3年間しかなく、大会を勝ち上がることに目標が置かれることもあり、商業演劇や小劇場演劇と異なる「特殊性」を持つことがある。劇作家・演出家である平田オリザは、高校演劇について「（大会で）負けたら終わり」であることが一番の特殊性であると述べている。1つの作品を何度も上演できる商業演劇・小劇場演劇に対してと、大会で「敗退」してしまえば1年に1度きりの上演となってしまう高校演劇の作品へ対しての、それぞれの作り手がかける思いの違いがあることがうかがえる。
また、高校演劇出身者である中屋敷法仁は、高校演劇を「絶対に二度とできない」と表現し、そこに存在するアマチュアリズムと、高校生だけが持ち、大人が得ることができない思想・肉体を通した表現が一番の特徴であると述べている。他にロロの三浦直之は「（演劇部員は）大学で演劇サークルに入るかもしれないけど、その後も（演劇を）続けていこうと考えている子はそんなに多くない」と述べて、その独自性を指摘している。
一方で高校演劇に対する風当たりもある。特に「高校演劇は稚拙である」というイメージである。劇作家・演出家・俳優であり高校教員でもある畑澤聖悟は「『高校演劇みたいな芝居だ』というような言い方をする人がいるように、高校演劇というものが不遇に扱われてしまっている」と述べている。また自身が「高校演劇差別」と呼ぶような、大人・一般人からの偏見があることも述べている。畑澤は、本来演劇作品は作り手の違いで作品内容が評価されるべきではないのにかかわらず、高校演劇が貶められていることに対し懸念を示している。実際に演劇人の中で高校演劇出身者を「マルコー（高の字を○で囲む表記）」と呼び見下す文化は古くから存在している。事実、高校演劇出身者の横内謙介は「プロになりたければ、高校演劇出身であることは隠せと言われた」と語っている。

### 戯曲の特徴
高校演劇大会の規則 では、上演時間が60分までとされていることから、戯曲は総じて60分未満で上演できるよう書かれる。
作品内容に関する規則はなく、高校生が等身大の自分を描いた「青春もの」でも、戦争や震災をテーマにしたものなど何でもよい。たとえば前述の畑澤が青森中央高校のために書き下ろした『修学旅行』 は、修学旅行のために沖縄に訪れた高校生の青春模様を描く一方で、そこに戦争のモチーフを重ね合わせていると解釈できる作品である。
一方でプロの戯曲と比べ、台詞が、状況や心情をあまりに直接的に語るような「説明的」なものであるとされ、これが「高校演劇的である」とされる一端でもあるだろう。
高校演劇のために書き下ろした戯曲が書籍化されることも多く、晩成書房 によって『高校演劇セレクション』という戯曲集が、同人誌ではあるが戯曲集『季刊高校演劇』が1年に5巻定期販売されている。また、日本演劇教育連盟編集の『演劇と教育』も戯曲を手に入れる手段のひとつとなる。

### 大会の特徴
演劇部の多くは全国高等学校演劇大会（全国大会）の下部大会に出場し、全国大会を目指していく。まず、全国大会を目指す高校は、都道府県を数地区に分割して行われる地区大会（おおむね7月から10月に開催）に参加することになる。ここで優秀な上演をおさめ、上位大会推薦校となると、都道府県大会（おおむね8月から11月に開催）に駒を進められる。
都道府県大会においても、同様に推薦校が選出され、全国を9つに分けたブロック大会（11月から1月に開催）への出場権を獲得することが出来る。
なお、都道府県によっては参加校数が少ないため、地区大会がなくそのまま県大会出場となる県がある（滋賀県や徳島県など）。また、北海道は地域が広大なため、10の支部に分けられており、道大会がブロック大会と同一の扱いとなっている。逆に横浜市は参加校が多いため、地区大会への推薦をかけた市内を数ブロックに分けた市大会を開催している。
各ブロック大会における全国大会推薦校計10校に加え、全国大会開催県から1校、持ち回り枠1校を合わせた計12校が全国大会へ出場する。
なお、全国大会は次年度の7月下旬から8月上旬にかけて開催されるため、ブロック大会に出場した3年生は、必然的に全国大会には出場できないことになる。
全国大会では最優秀賞1校・優秀賞3校・内木文英賞1校・創作脚本賞1本・舞台美術賞1作品が与えられ、最優秀校・優秀校の4校は新国立劇場で行われる優秀校公演に出演することになる。そして、これが最後のコンクール関係の上演となる。なお、最優秀賞の作品は毎年9〜10月にNHK『青春舞台』においてテレビ放送される。

上記とは別に、春季全国高校演劇研究発表大会（通称・春フェス）が3月中旬に開催されている。特徴としては審査が行われず、生徒同士の観劇を通して演劇の研究をすることにある。そのため、サブタイトルとして、フェスティバル20XXと称する。各ブロック大会の次点校が推薦され、開催県枠を含めた計10校が出場する。2005年度に試行大会が開催され、2006年度第1回大会より継続して開催されている。年度内のため、3年生も含めたオリジナルスタッフでの最後の舞台となる。 
また、大会がない時期は、自主公演を行ったり市民劇団への参加、または合同の発表会や講習会への参加など、さまざまな形での活動を行っている。

## 著名な出身者

### 全国大会出場経験者
- 横内謙介（劇作家・演出家、神奈川県立厚木高等学校。1979年全国大会出場。『山椒魚だぞ！』で優秀賞・創作脚本賞受賞）
- 岡森諦（声優・俳優、神奈川県立厚木高等学校。横内の同期で1979年全国大会出場）
- 六角精児（俳優、神奈川県立厚木高等学校。横内の後輩で1979年全国大会出場）
- 本村健太郎（弁護士・俳優・タレント、久留米大学附設高等学校、1984年全国大会出場。『十二人の怒れる男』で優秀賞）
- 清水友陽（演出家、北海道演劇財団芸術監督、北海道小樽潮陵高等学校。『こんにちはかぐや姫』で1990年全国大会出場）
- 占部房子（女優、千葉県立船橋二和高等学校、1993年全国大会出場。「アニータ・ローベルの『じゃがいもかあさん』」で最優秀賞）
- 福地教光（俳優、北海道釧路湖陵高等学校。『赤どじょう』で1999年全国大会出場）
- 藤田貴大（劇作家・演出家、北海道伊達緑丘高等学校。2003年全国大会出場。『りんごの木』の演出を担当し、優秀賞）
- 中屋敷法仁（劇作家・演出家・俳優、青森県立三本木高等学校。2003年全国大会出場。『贋作マクベス』の脚本・演出を担当し、優秀賞・創作脚本賞）
- 江益凛（女優、千葉県立八千代高校。2012年全国大会に出場。『日の丸水産～ヒミコ、日野家を語る～』で優秀賞）

### その他
※生年月日順
- 宇津井健（俳優、千葉県立千葉高等学校）
- 椎原邦彦（俳優、鹿児島県立甲南高等学校）
- 吉井澄雄（舞台照明家・照明技術者、東京都立石神井高等学校）
- 家弓家正（声優、鹿児島県立甲南高等学校）
- 肝付兼太（声優、帝京高等学校）
- 市原悦子（女優、千葉県立第一高等学校）
- 内海賢二（声優・俳優）
- 和田周（俳優・劇作家、鹿児島県立甲南高等学校）
- 中田浩二（俳優・声優・ナレーター、大阪府立北野高等学校）
- 麿赤兒（俳優・舞踏家・演出家、奈良県立畝傍高等学校 ）
- 神崎武法（政治家、弁護士、千葉県立千葉高等学校 ）
- 6代目 桂文枝 （落語家・タレント・司会者、大阪市立市岡商業高等学校）
- 江守徹（俳優・劇作家・演出家・翻訳家、東京都立北園高等学校）
- 辻萬長（俳優、佐賀県立佐賀高等学校）
- 村井國夫（俳優、佐賀県立佐賀高等学校）
- 池端俊策（脚本家、広島県立呉三津田高等学校）
- 神谷明（声優・俳優、東京都立芝商業高等学校）
- 佐藤正治（声優・俳優、東京都立芝商業高等学校、神谷明と同期）
- 西田敏行（俳優・歌手・タレント、明治大学付属中野中学校・高等学校）
- 斉木しげる（俳優、タレント、静岡県立浜松西高等学校）
- 永井愛（劇作家、演出家、東京都立富士高等学校）
- 瀧川鯉昇（落語家、静岡県立浜松西高等学校）
- 竹下景子（女優、南山中学校・高等学校女子部）
- 島本須美（声優・女優、高知市立高知商業高等学校）
- 渡辺えり（女優・演出家・劇作家、山形県立山形西高等学校）
- 佐野史郎（俳優、島根県立松江南高等学校）
- 郷原信郎（弁護士、島根県立松江南高等学校、佐野史郎と同期）
- 今野敏（小説家・元漫画原作者、函館ラ・サール高等学校）
- 野田秀樹（劇作家・演出家・役者、東京教育大学附属駒場高等学校）
- 秋野暢子（女優、四天王寺高等学校）
- 宮本亞門（演出家、玉川学園高等部）
- 鴻上尚史（劇作家・演出家、愛媛県立新居浜西高等学校）
- 松村あゆみ（テレビプロデューサー・脚本家・演出家）
- 篠井英介（俳優、石川県立金沢向陽高等学校）
- 中島かずき（劇作家、福岡県立田川高等学校）
- 大島さと子（女優・タレント・司会者、フェリス女学院中学校・高等学校）
- 黒木瞳（女優、福岡県立八女高等学校、九州ブロック大会への出場経験がある[24]）
- 俵万智（歌人、福井県立藤島高等学校）
- ケラリーノ・サンドロヴィッチ（劇作家・ミュージシャン、日本大学鶴ヶ丘高等学校）
- 飯星景子（タレント・作家、追手門学院高等学校、1980年『さざんがきゅう』で近畿ブロック大会最優秀賞、全国大会は卒業のため不参加）
- 鷹匠訓子（女優、静岡県立静岡城北高等学校）
- 井上あずみ（歌手、金城高等学校）
- 中井美穂（フリーアナウンサー、目黒星美学園高等学校）
- 太田光（お笑い芸人、大東文化大学第一高等学校）
- 秋山菜津子（女優、日本大学鶴ヶ丘高等学校）
- 角田光代（小説家、捜真女学校高等部）
- 佐々木蔵之介（俳優、洛南高等学校）
- 宮本裕子（女優、東京女学館中学校・高等学校）
- 川上とも子（声優）
- くまいもとこ（声優、富士見中学高等学校）
- IKKAN（俳優・作家・演出家、北海道旭川南高等学校）
- 堀伸浩（NHKアナウンサー、北海道室蘭栄高等学校）
- 本田みずほ（お笑いタレント、神奈川県立上溝高等学校）
- 柳家三之助（落語家、銚子市立銚子高等学校）
- 堺雅人（俳優、宮崎県立宮崎南高等学校、自身で執筆した『春にして君と別れ』という創作脚本で九州ブロック大会への出場経験がある）
- アキラ100%（お笑いタレント・俳優、埼玉県立熊谷西高等学校）
- 神谷浩史（声優・歌手、茨城県立牛久栄進高等学校）
- 毛利亘宏（劇作家・演出家、東邦高等学校）
- 久保ミツロウ（漫画家、長崎県立佐世保南高等学校）
- 大原さやか（声優・ラジオパーソナリティ、鎌倉女学院中学校・高等学校）
- 蓬莱竜太（劇作家、石川県立羽咋工業高等学校）
- 佐藤太一郎（お笑い芸人、大阪府立狭山高等学校）
- 本谷有希子（劇作家・小説家、石川県立金沢錦丘高等学校）
- 村井美樹（女優・タレント、大阪府立四條畷高等学校）
- 吉浦康裕（アニメーション作家・アニメ監督、福岡県立筑紫丘高等学校）
- 成田良悟（小説家）
- 川尻恵太（演出家・お笑い芸人、北海道札幌稲西高等学校）
- 阿部敦（声優、白鷗大学足利中学校・高等学校）
- 益山貴司（劇作家・演出家・俳優、大阪市立工芸高校）
- 柴幸男（脚本家・演出家、愛知県立名古屋西高等学校）
- 寺島拓篤（声優・歌手、石川県立羽咋高等学校）
- 合原明子（NHKアナウンサー、女子学院中学校・高等学校）
- 梶裕貴（声優・歌手、埼玉県立坂戸高等学校）
- 舟橋政宏（テレビディレクター、滝高等学校）
- 林家つる子（落語家、群馬県立高崎女子高等学校）
- 景山梨彩（声優・韓国語翻訳家）
- どくさいスイッチ企画（お笑い芸人、兵庫県立長田高等学校）
- 徳島えりか（日本テレビアナウンサー、女子学院中学校・高等学校）
- 生田善子（女優・声優・漫画原作者）
- 安野希世乃（声優・歌手）
- 河村唯（タレント・アイドルダンス講師・元アイドリング!!!、静岡県立浜松商業高等学校）
- 内田真礼（声優・女優・歌手）
- 黒木華（女優、追手門学院高等学校）
- 小松昌平（俳優・声優）
- 西川大貴（俳優・演出家・脚本家・タップダンサー、立教池袋中学校・高等学校）
- 窪真理（声優・タレント、富士見丘中学校・高等学校）
- 松井玲奈（女優・元SKE48）
- 山本美月（モデル・女優、筑紫女学園中学校・高等学校）
- 永塚拓馬（声優）
- 新井將（俳優、永塚とは同じ高校で演劇部同期だった[25]）
- 高田憂希（声優）
- ダ・ヴィンチ・恐山（漫画家・ライター・編集者）
- 日比麻音子（TBSテレビアナウンサー、横浜雙葉中学校・高等学校）
- 上田麗奈（声優・歌手）
- 椎名慧都（女優、桐朋女子中学校・高等学校）
- 若月佑美（女優・モデル・元乃木坂46、静岡雙葉中学校・高等学校）
- 本渡楓（声優）
- 伊藤彩沙（声優）
- 社本悠（声優）
- 松本穂香（女優、大阪府立東百舌鳥高等学校）
- 菅野真衣（声優）
- 水上恒司（俳優、創成館高等学校、2017年『髪を梳かす八月』で九州ブロック大会最優秀賞、全国大会は卒業のため不参加[26]）

## 高校演劇を扱った作品
- 『幕が上がる』（平田オリザ：小説・映画作品）
- 『濡れた太陽 高校演劇の話（上・下）』（前田司郎：小説）
- 『野球部員、演劇の舞台に立つ！』（竹島由美子：小説・映画作品）
- 『行け!男子高校演劇部』（映画）私立城北高等学校演劇部がモデルになっている。
- 『ボンボン坂高校演劇部』（高橋ゆたか：漫画）
- 『ひとひら』（桐原いづみ：漫画・アニメ）
- 『げきぶの。』（くずしろ：漫画）
- 『インプロ!』（真田一輝：漫画）
- 『Now playing』（一二三：漫画）
- 『ひなこのーと』（三月：漫画・アニメ）
- 『暗転エピローグ』（生田善子：漫画）
- 『アクトンベイビー－Act on Baby－』（高田桂：漫画）
- 『まくむすび』（保谷伸：漫画）
- 『Change the world』（田川とまた：漫画）

## 高校演劇戯曲が原作の作品
- アルプススタンドのはしの方（映画）作・籔博晶 兵庫県立東播磨高等学校、2017年全国大会にて最優秀賞